# برومات السترونتيوم
برومات السترونتيوم هو مركب كيميائي صيغته Sr(BrO3)2، ويوجد على هيئة صلب عديم اللون إلى أبيض مصفر.

## التحضير
يحضر هذا المركب من تفاعل كربونات السترونتيوم مع حمض البروميك:
{\displaystyle \mathrm {SrCO_{3}+2\ HBrO_{3}\longrightarrow Sr(BrO_{3})_{2}+H_{2}O+CO_{2}\uparrow } }

## الخواص
يوجد المركب في الشروط القياسية على هيئة مسحوق صلب عديم اللون إلى أبيض مصفر، وله انحلالية جيدة في الماء. يوجد المركب عادة بالشكل المائي أحادي الهيدرات Sr(BrO3)2·H2O، والذي يتحول إلى الشكل اللامائي عند درجة حرارة مقدارها 75.5 °س.